# Destruction AllStars
Destruction AllStars es un videojuego de combate en vehículos desarrollado por Lucid Games y publicado por Sony Interactive Entertainment para PlayStation 5. Fue lanzado el 2 de febrero de 2021.

## Jugabilidad
Según Lucid Games, Destruction AllStars es un "evento de entretenimiento deportivo global donde chocan estrellas y autos". El jugador asume el control de uno de los 16 personajes, conocidos como AllStars, cada uno de los cuales tiene acceso a vehículos héroes únicos. Por ejemplo, el auto de Hana está equipado con una cuchilla retráctil que puede cortar los vehículos oponentes por la mitad, mientras que el auto de Genesis está equipado con propulsores de cohetes que brindan un aumento masivo de velocidad y ayudan a causar más daño a los vehículos oponentes. El juego es un juego de juego de combate vehicular en el que los jugadores deben buscar formas de destruir los vehículos de los oponentes.
Los AllStars también pueden expulsarse de sus vehículos, ya sea voluntariamente o tras su destrucción. Esto hace que los AllStars estén a pie en la arena, durante la cual son vulnerables a los vehículos de los oponentes, aunque pueden esquivarlos saltando o rodando. Para compensarlo, cada AllStar tiene habilidades únicas que pueden cambiar la batalla a su favor, además de la capacidad de saltar al vehículo de un oponente y tomar el control o destruirlo instantáneamente. Por ejemplo, Shyft tiene la capacidad de volverse invisible y volverse invisible para el radar de los oponentes, mientras que Lupita tiene la capacidad de dejar un rastro de fuego en su camino. Mientras caminan, los AllStars también pueden navegar libremente por la arena para recolectar fragmentos en su camino, colocar trampas retráctiles para defenderse o simplemente encontrar otro vehículo.

## Desarrollo y lanzamiento
Lucid Games es el desarrollador del juego. Muchos de los líderes del proyecto del juego, incluido el diseñador principal Karl Jones y el director del juego Colin Berry, participaron en la creación de varios títulos de la serie Wipeout.
El juego se anunció el 11 de junio de 2020 en el evento de revelación de PlayStation 5. El juego, junto con otros juegos lanzados para PlayStation 5, fue objeto de controversia en septiembre de 2020, cuando Sony reveló que el juego se vendería a $69.99 en el lanzamiento, una desviación del precio estándar de la industria de $59.99 para juegos AAA durante la octava generación de consolas. El juego será compatible con nuevos contenidos y modos después del lanzamiento con contenido descargable gratuito. El juego estaba programado para ser lanzado en noviembre de 2020 como un título de lanzamiento para la PS5. En octubre de 2020, Sony anunció que el juego se retrasaría hasta febrero de 2021 y que se lanzaría de forma gratuita para los suscriptores de PlayStation Plus durante los primeros dos meses de lanzamiento del juego. El juego recibió un lanzamiento digital pago el 6 de abril de 2021 por $19.99 y un lanzamiento físico un día después, el 7 de abril de 2021.

## Recepción
El juego recibió críticas mixtas o promedio tras su lanzamiento, según el agregador de reseñas Metacritic. A los críticos en general les gustó el bucle central del juego, la mecánica de conducción y el combate vehicular. Sin embargo, fue criticado por su falta de contenido y microtransacciones invasivas.
El diseñador de juegos David Jaffe, conocido por crear la serie Twisted Metal, elogió el juego por su lista de personajes y su jugabilidad, pero criticó su latencia en línea, la falta de elementos desbloqueables y el diseño de niveles limitado. Le dio una calificación de 7/10.